# Massimo Moratti

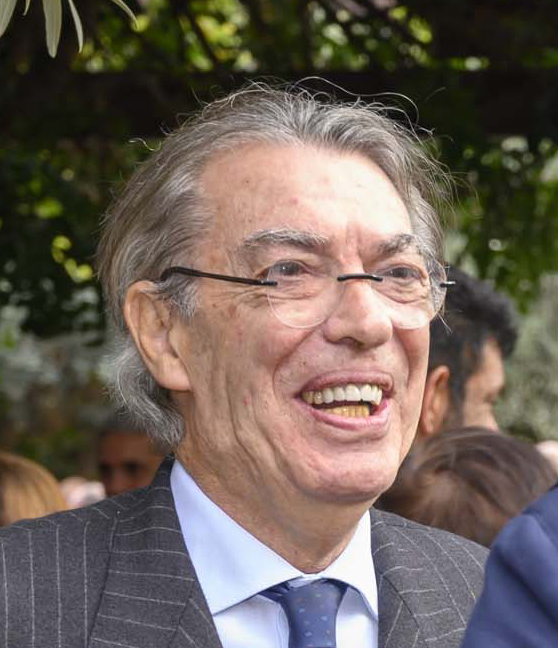
Massimo Moratti

Massimo Moratti (Bosco Chiesanuova, 16 mei 1945) is een Italiaanse petroleummagnaat. Hij is de eigenaar en voorzitter van de Serie A voetbalclub Internazionale en CEO van SARAS SpA.

## Leven en carrière
Massimo is de vierde zoon van Angelo Moratti, die eigenaar en president was tijdens Inters gouden tijdperk van 1955 tot 1968. Hij heeft vijf kinderen. Van jongs af aan heeft de jongere Moratti de ambitie om Inter naar de hoogten terug te brengen die ze eenmaal had onder zijn vader. Hij won 1 UEFA Cup (1998), 1 Champions League (2010) 5 Scudetto / Serie A (2006, 2007, 2008, 2009, 2010), 2 Coppa Italia (2005, 2006) en 3 Supercoppa Italiana (2005, 2006, 2008). De Scudetto overwinning van 2005/06 was omstreden. Inter finishte als derde in de Serie A, maar werd bekroond met de titel na de straf van Juventus FC en AC Milan voor hun betrokkenheid in Italië het hoge profiel match-fixing schandaal. Echter, Inter heeft sindsdien in 2006/07 en 2007/08 de Serie A titels gegrepen, met een indrukwekkende reeks van 17 opeenvolgende overwinningen, een record dat niet misstaat in de top van de Europese competities. In 2010 werd Inter onder Massimo's leiding opnieuw, eindelijk weer voor het eerst na de succesperiode onder zijn vaders leiding begin jaren 60, wereldkampioen. Een nieuwe succesperiode lijkt hiermee aangebroken en Massimo lijkt er dan ook in te slagen in zijn vaders voetsporen te treden.
Moratti heeft ongeveer $ 300 miljoen in de transfermarkt uitgegeven, wat alleen door Roman Abramovich van Chelsea FC is overtroffen. Er zijn negen coaches geweest onder zijn verantwoordelijkheid. De op een-na-laatste coach was Roberto Mancini, die eind mei 2008 werd ontslagen na het winnen van drie opeenvolgende nationale kampioenschappen. [1] In juli 1999 keurde Moratti het recordbedrag van € 48 miljoen goed voor de aankoop van spits Christian Vieri. Hij heeft sindsdien talloze supersterren gekocht waaronder Ronaldo, Maicon, Adriano, Hernán Crespo, Zlatan Ibrahimović, Luís Figo, Julio Cruz, Marco Materazzi, Patrick Vieira, Nicolas Burdisso, Juan Sebastián Verón, Wesley Sneijder en Samuel Eto'o.